# Ruprecht Vondran
Ruprecht Vondran (* 31. Dezember 1935 in Göttingen) ist ein deutscher Industriejurist und Politiker (CDU).

## Leben
Vondran legte 1955 das Abitur an der Tellkampfschule in Hannover ab. Er studierte an der Georg-August-Universität Göttingen, an der Rheinischen Friedrich-Wilhelms-Universität Bonn und am Bologna Center der Johns Hopkins University Rechtswissenschaft. In Göttingen wurde er Mitglied des Corps Hannovera. Erste Bekanntheit, auch bei Bundesregierung und Geheimdiensten, erlangte er 1957 als Vorsitzender vom Allgemeinen Studierendenausschuss der Georg-August-Universität Göttingen durch die Organisation einer Polen-Reise für eine Delegation von Studenten mitten im Kalten Krieg. In der Volksrepublik Polen war es zuvor (im Zuge der Entstalinisierung) zum Posener Aufstand (1956) gekommen. Das Zweite Staatsexamen legte Vondran 1966 in Bayern ab. Im selben Jahr wurde er an der Julius-Maximilians-Universität Würzburg zum Dr. iur. promoviert. Ab 1967 war Vondran für die Wirtschaftsvereinigung Stahl tätig und leitete mehrere Jahre deren Büros in Brüssel und Tokio. 1978 wurde Vondran zum Hauptgeschäftsführer des Verbandes Eisen und Stahl bestellt, ein Amt, das er 1993 niederlegte. Bei der Bundestagswahl 1987 zog er über die Landesliste der CDU Nordrhein-Westfalen als Abgeordneter in den Deutschen Bundestag. Bei der ersten gesamtdeutschen Bundestagswahl 1990 wiedergewählt, schied er 1994 aus dem Bundestag aus. 1988–2000 war er Präsident der Wirtschaftsvereinigung Stahl in Düsseldorf. Vondran ist Vorsitzender der Ernst-Poensgen-Stiftung.
Seit den 1960er Jahren in den deutsch-japanischen Wirtschaftsbeziehungen engagiert, wurde er 2011 zum Ehrenvorsitzenden des Deutsch-Japanischen Wirtschaftskreises in Düsseldorf gewählt, nachdem er seit 1992 als Vorstandsvorsitzender des Vereins aktiv war. Er war Präsident des Verbandes Deutsch-Japanischer Gesellschaften. Die Technische Universität Bergakademie Freiberg hat ihm 1996 den Dr.-Ing. e. h. verliehen. Seit 2003 ist er einer von zwei deutschen Trägern des Ordens der Aufgehenden Sonne mit Sternen, goldene und silberne Strahlen. Es handelt sich um die zweithöchste Auszeichnung, die der japanische Staat an Ausländer vergibt.
Als Autor setzte Vondran sich zuletzt mit der Entwicklung seiner Alma Mater von den Anfängen der Georgia Augusta bis in die allerjüngste Zeit aus seinem individuellen Blickwinkel heraus kritisch auseinander.